# 게고촌
게고촌(警固村)은 후쿠오카현 지쿠시군에 있던 촌이다. 현재의 후쿠오카시에 해당한다. 

## 역사
- 1889년 4월 1일 - 정촌제 시행에 수반해 나카군 게고촌이 성립하였다.
- 1896년 2월 26일 - 미카사군, 무시루다군과 합병해 지쿠시군이 되었다.
- 1912년 10월 1일 - 후쿠오카시에 편입되었다.